# اورتسوو
اورتسوو (به بلغاری: Ortsevo) یک منطقهٔ مسکونی در بلغارستان است که در شهرستان بلیتسا واقع شده‌است.
 اورتسوو ۱۵٬۱۴۶ کیلومتر مربع مساحت و ۲۱۳ نفر جمعیت دارد و ۱٬۴۲۴ متر بالاتر از سطح دریا واقع شده‌است.